# 仇浪騒ぐ濁り世の
仇浪騒ぐ濁り世の （あだなみさわぐにごりよの） は旧制第一高等学校第十七回紀念祭東寮寮歌。一般には「仇波」と言う場合が多い。

## 基本データ
- 成立年: 明治40年 （1907年）
- 作詞者: 岸巌
- 作曲者: 内海磐夫

## 内容
従来の籠城主義を歌った寮歌から一転した、やや内面的な歌詞で寮生の友情を歌う。特に歌詞四番の冒頭二節は大阪高等学校の嗚呼黎明が本歌取りとするなど広く知られた。
発表されたとき、校長の新渡戸稲造から絶賛されたという。
なお歌詞三番は殆どの場合において歌われない。

## 影響
歌詞については上記のように他校の歌詞に多く影響を与えた。旋律についても、藝文の花咲きみだれあたりに影響を与えている。
米国の歴史学者ドナルド・ローデン（Donald Roden）による著書 「Schooldays in Imperial Japan: A Study in the Culture of a Student Elite」 の邦訳版は、『友の憂いに吾は泣く : 旧制高等学校物語』 との題名で出版された（1983年、ISBN 406200027X・ISBN 4062000288）。これは、旧制高等学校の精神を代表する言葉として、翻訳者がこの歌の四番冒頭の文言を選んだためである。本文中に、特にこの歌に関する解説があるわけではない。